# Electroisops
Electroisops is een geslacht van wantsen uit de familie van de Miridae (blindwantsen). Het geslacht werd voor het eerst wetenschappelijk beschreven door Aleksander Herczek en Joeri Aleksandrovitsj Popov in 1997.

## Soorten
Het genus is monotypisch en bevat alleen de volgende soort:

- Electroisops ritzkowskii Herczek & Popov, 1997